# Точилово
Точилово (пол. Toczyłowo) — село в Польщі, у гміні Граєво Ґраєвського повіту Підляського воєводства.
Населення — 191 особа (2011).
У 1975-1998 роках село належало до Ломжинського воєводства.

## Демографія
Демографічна структура станом на 31 березня 2011 року:
|          | Загалом | Допрацездатний вік | Працездатний вік | Постпрацездатний вік |
| -------- | ------- | ------------------ | ---------------- | -------------------- |
| Чоловіки | 93      | 20                 | 62               | 11                   |
| Жінки    | 98      | 30                 | 53               | 15                   |
| Разом    | 191     | 50                 | 115              | 26                   |